# Kościół św. Michała w Fürth
Kościół św. Michała (niem. St. Michael) – gotycka świątynia luterańska, znajdująca się w bawarskim mieście Fürth.

## Historia
Korpus nawowy wzniesiono około roku 1100, w tamtym czasie wokół świątyni znajdował się cmentarz. Około 1400 powstała wieża, a około 1480 wybudowano prezbiterium. Od 1525 świątynia jest w rękach protestantów. W XIX wieku przebudowano wnętrze kościoła oraz dobudowano zakrystię. W 1942 dzwony kościelne zarekwirowano na cele wojenne, po sześciu latach wróciły one do Fürth, a w 1952 ponownie je poświęcono. W latach 1958–1969 wykonano nowe witraże, a w 1978 zrównano wysokość posadzki w prezbiterium i korpusie nawowym. W 1979 zainstalowano nowe organy z warsztatu Ekkeharda Simona z Landshut.

## Dzwony
Na wieży kościoła zawieszono pięć dzwonów. Dane:
| Imię                                 | Waga    | Ton | Rok odlania | Ludwisarnia   |
| ------------------------------------ | ------- | --- | ----------- | ------------- |
| Taufglöcklein/Ave Maria Gratia Plena | 160 kg  | e"  | ok. 1400    | Norymberga    |
| Taufglocke/Jesus ist König           | 394 kg  | b'  | 1952        | Rincker, Sinn |
| Jesus ist Sieger                     | 670 kg  | g'  | 1952        | Rincker, Sinn |
| Auferstehungsglocke/Jesus Lebt       | 969 kg  | f'  | 1952        | Rincker, Sinn |
| Gloriosa                             | 1785 kg | d'  | 1791        | Norymberga    |

## Galeria

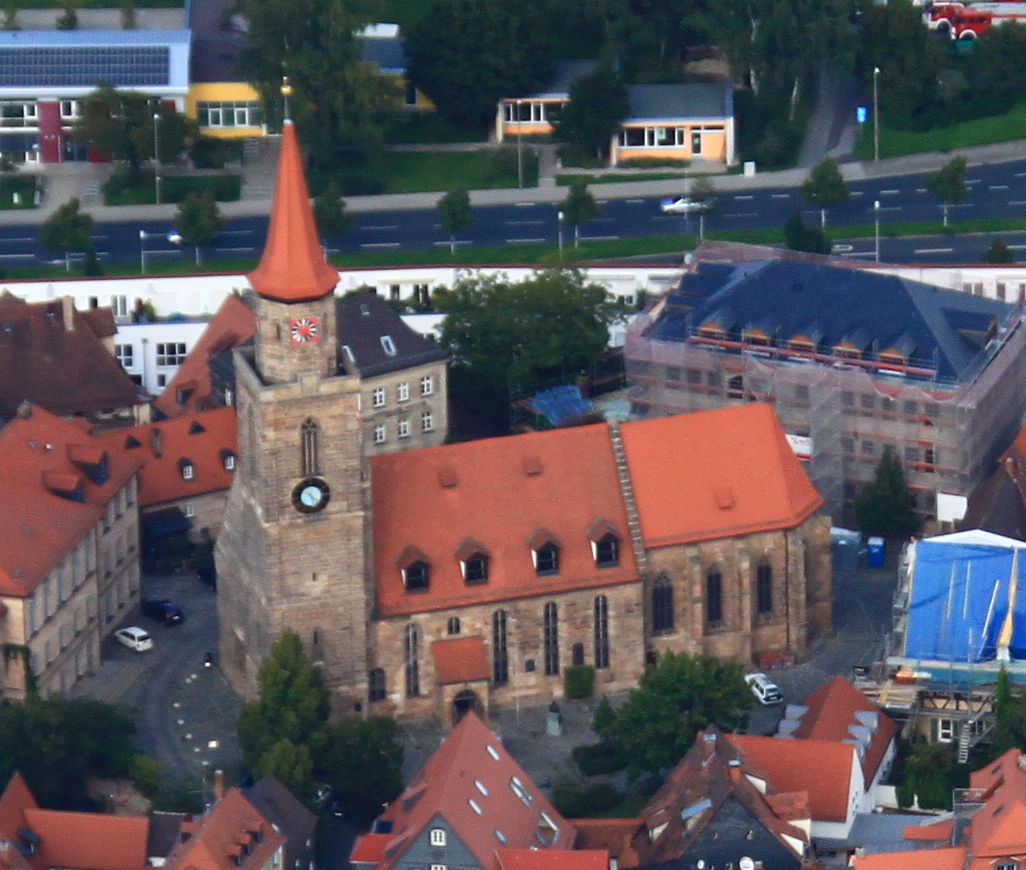
Widok z południowego zachodu, z lotu ptaka
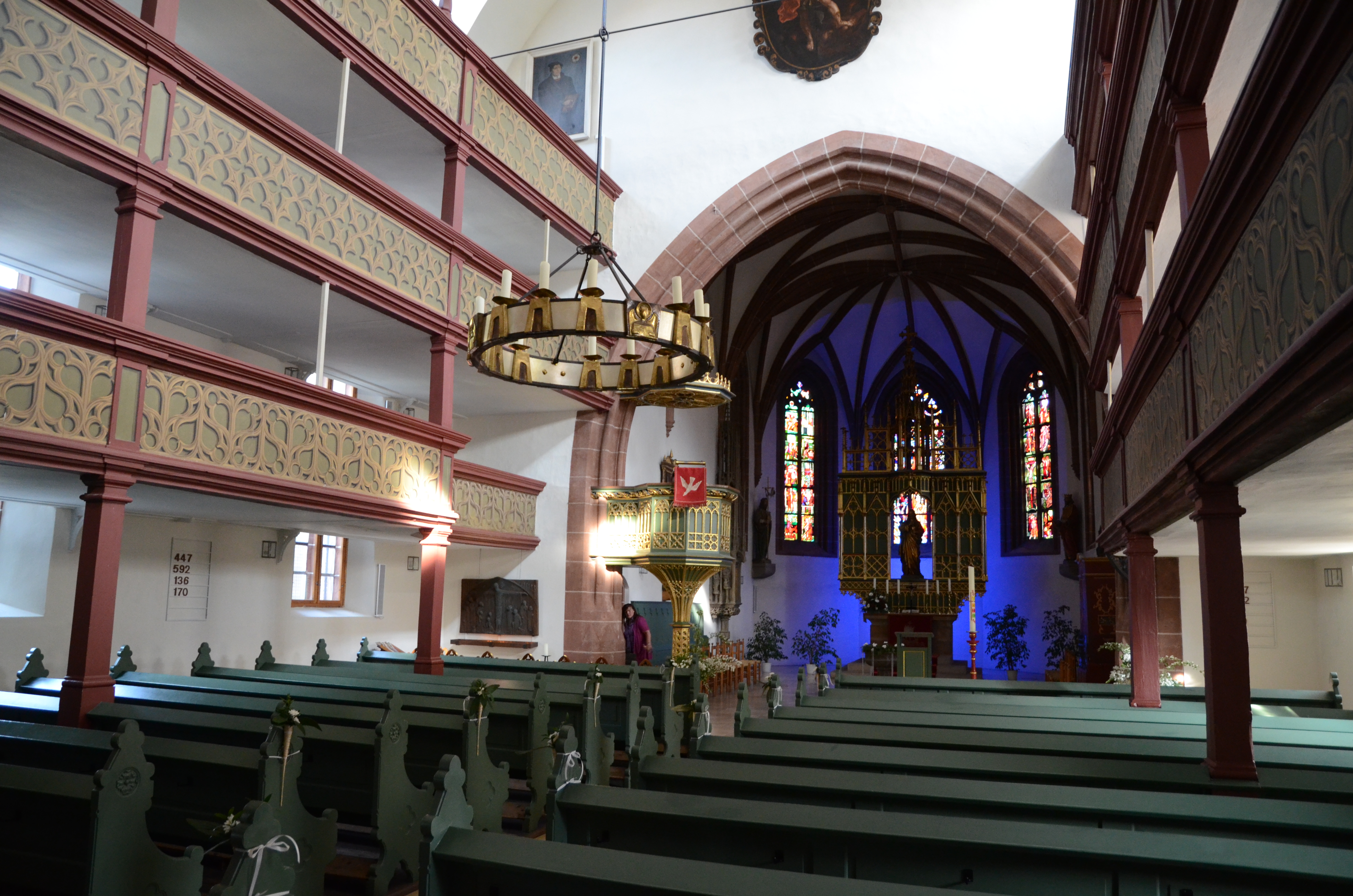
Wnętrze
Ołtarz główny
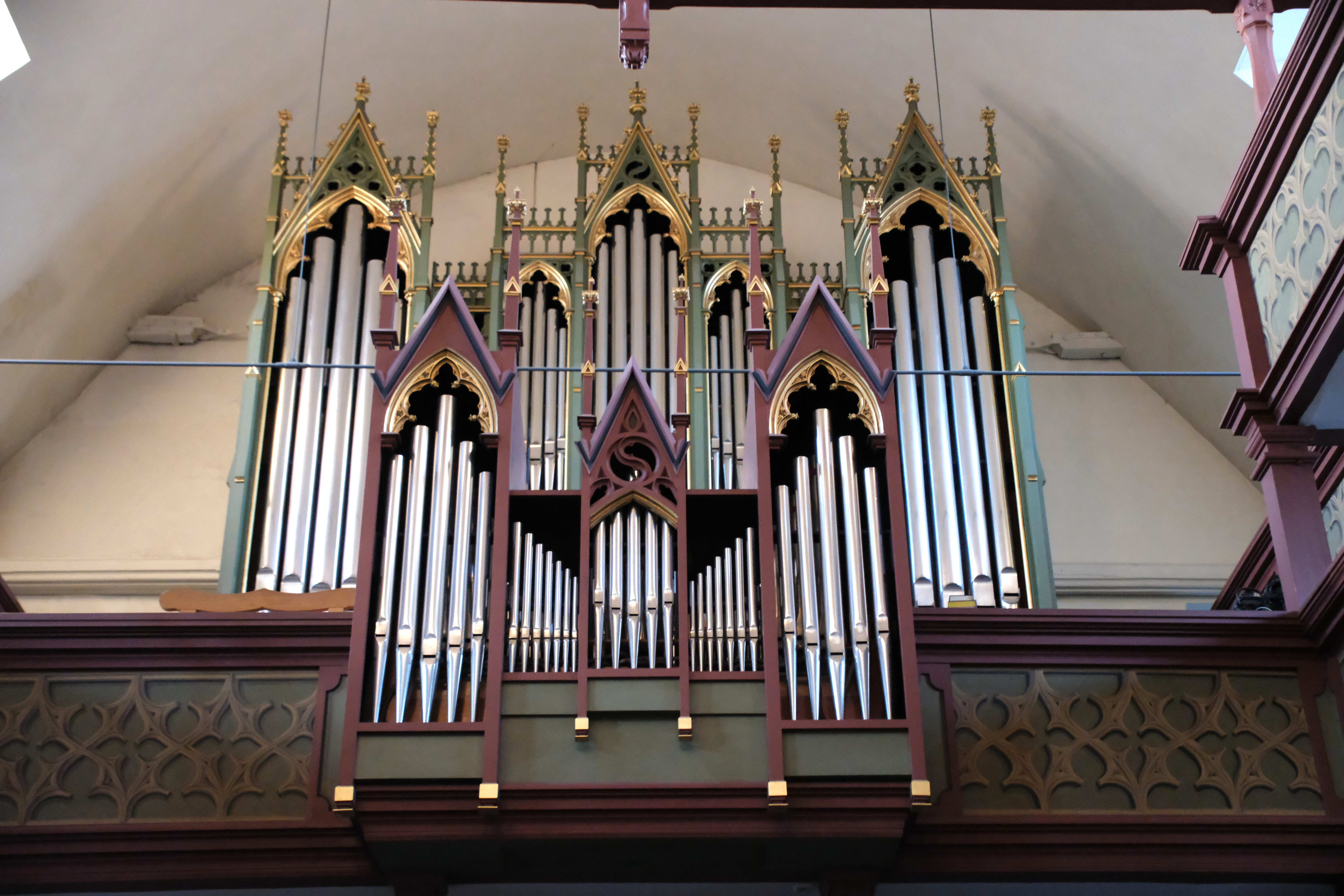
Organy